# ガンダムNOVELS―閃光となった戦士たち
『ガンダムNOVELS―閃光となった戦士たち』（ガンダムノベルズ せんこうとなったせんしたち）は、角川書店の雑誌『ガンダムエース』にて連載された、アニメ『ガンダムシリーズ』のライトノベル作品集。

## 概要
角川書店の雑誌『ガンダムエース』において、2002年春号から2003年3・4月合併号にかけて全6作連載された。
個別のライトノベル作家によるオムニバス作品となっており、各作品にてアニメ『機動戦士ガンダム』の舞台である一年戦争を題材にし、無名の人物を主人公としているのが特徴。連載時の題名は「ガンダムNOVELS・名もなき戦士の物語」だったが、単行本化の際に現在の題名に変更されている。
2004年に同誌で開催された「ガンダム小説大賞」の大賞作「月光の夢 宇宙の魂」と、書き下ろし作品「ジャブローの大地に」を加えて単行本化されたが、第2作の「DESERT2」は収載されなかった。

## 収載作品
BALL・PILOT 133-28（ボール・パイロット 133-28）
作：鷹見一幸、イラスト：緒方剛志
DESERT2（デザート2）
作：浜崎達也、イラスト：小笠原智史
LAST TEARS（ラスト・ティアーズ）
作：後池田真也、イラスト：木下ともたけ
道化師たちの夜
作：岩佐まもる、イラスト：こにしひろし
たった二人の戦場
作：林譲治、イラスト：駒都えーじ
夜と夜の間
作：庄司卓、イラスト：山田秀樹
月光の夢 宇宙の魂
作：宮本一毅、イラスト：中北晃二
ジャブローの大地に
作：神坂一、イラスト：新間大悟

## 書籍
- ガンダムNOVELS―閃光となった戦士たち　ISBN 4-04-873515-2